# سینمای آسیای مرکزی
سینمای آسیای مرکزی (انگلیسی: Cinema of Central Asia) به صنایع فیلم‌سازی و فیلم‌های تولید شده در آسیای میانه یا به‌وسیله اتباع این منطقه را گویند.
سینمای این منطقه شامل کشورهای قزاقستان، قرقیزستان، تاجیکستان، ترکمنستان و ازبکستان می‌شود. سینمای آسیای مرکزی بخشی از سینمای آسیا محسوب می‌شود که خود، زیرمجموعه سینمای جهان است؛ اصطلاحی که در دنیای انگلیسی‌زبان، به هر فیلمی که زبانی غیر از انگلیسی دارد، گفته می‌شود.